# 예브게니 오네긴
《예브게니 오네긴, 운문 소설》(러시아어: Евгений Онегин, роман в стихах 예브게니 오네긴 로만 프 스티하흐[*])은 알렉산드르 푸시킨이 1823년~1831년까지 9년동안 쓴 운문 소설로, 작가의 대표작이자 비평가 비사리온 벨린스키가 '푸슈킨 시대 러시아 삶의 백과사전'이라 불렀던 러시아 문학의 고전이다. 최초의 완결된 판본은 1833년에 출간되었고, 완성된 판본은 1837년에 출간되었다.

## 집필일

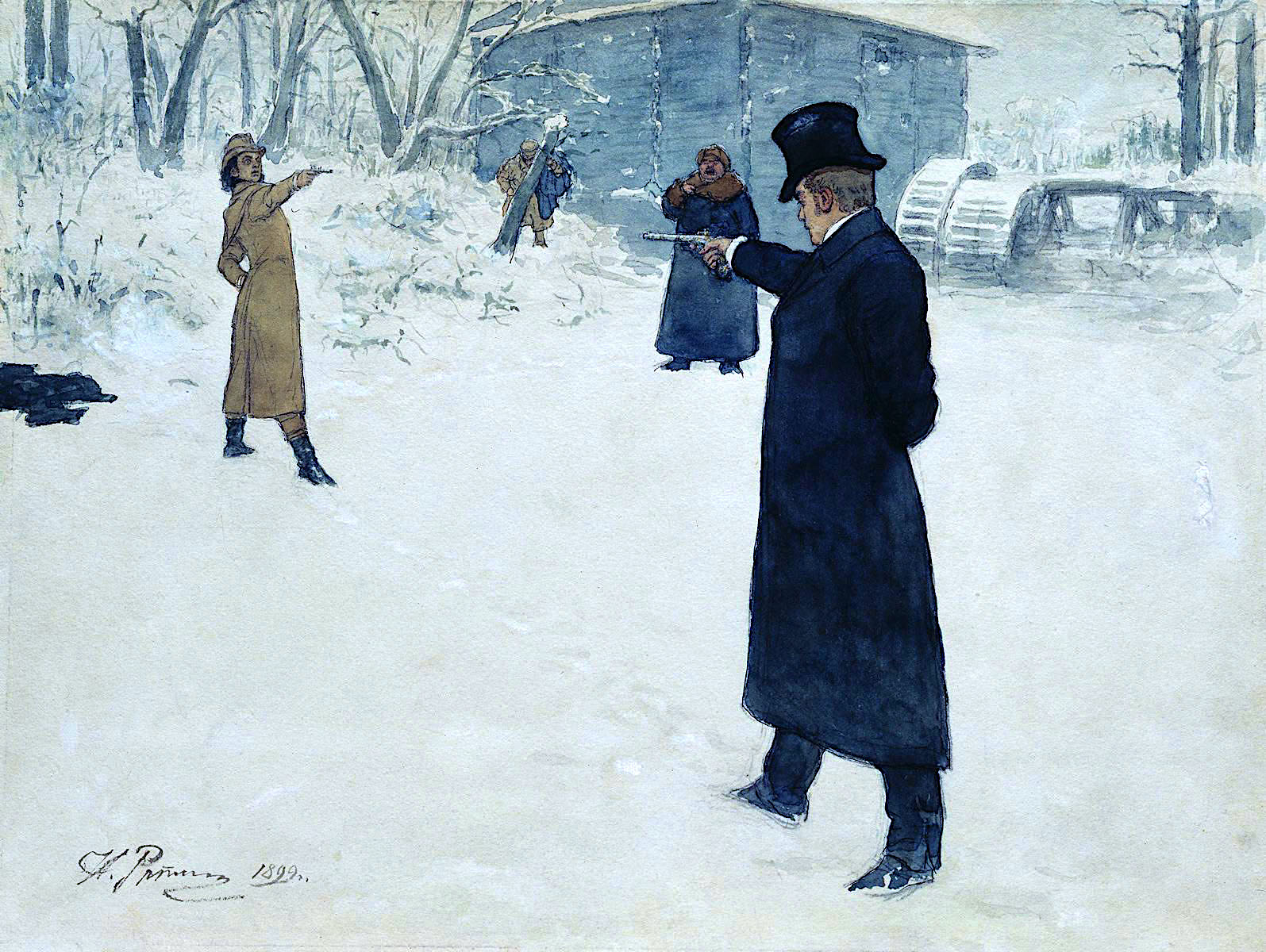

많은 19세기 소설들이 그렇듯, ‘예브게니 오네긴’도 잡지에 먼저 차례로 연재되는 형식으로 발표되었는데, 판본을 거듭할 때마다 많은 부분에서 작고 큰 변화가 있었다. 이하의 장별 발표 날짜는 푸슈킨의 육필 원고에 대한 나보코프의 연구와, 다른 여러 사람들의 연구를 종합한 것이다.
제1장 :·1823년 5월 9일부터 1823년 10월 22일까지 쓰여졌다. 그 중 33연, 18연, 19연은 1824년 10월 첫째주에 추가되었고, 1장이 완성되어 출간된 것은 1825년 2월 16일이다.
제2장 : 1823년 10월 22일부터 12월 8일까지 쓰여졌다. 11연 및 35연은 3개월 후에 추가되었고, 2장이 완성되어 출간된 것은 1826년 10월 20일이다.
제3장 : 3장의 집필은 여러 가지 사건들로 인하여 자주 중단되었는데, 1824년 1월 ‘집시’를 쓰기 위해 잠시 중단하였고, 25연을 제외한 1~31연까지는 1824년 9월 25일 추가되었다. 나보코프는 타티아나의 편지는 1824년 2월 8일에서 5월 31일 사이에 오데사에서 쓰여진 것으로 추정하고 있다. 푸슈킨은 1825년 오데사 총독과 충돌하여 미하일로프스코의 가족 영지에서 2년을 보내게 되는데, 7월 21일 출발하여 8월 9일 도착한다. 9월 5일 영지에서 집필을 재개하여, 10월 2일 36연을 제외한 3장을 끝맺는다. 3장이 완성되어 출간된 것은 1827년 10월 10일이다.
제4장 : 1824년 10월 쓰기 시작하여, 그 해 말 23연까지를 완성하고 이듬해 1월 5일 27연까지 쓴다. 동시에 오네긴의 여행에 관한 연과 다른 작품들을 쓴다. 그는 1825년 9월 12일 제4장을 일단 완성했다고 생각했으나, 후일 1826년의 첫째주까지 일부 연에 수정을 가한다. 4장은 5장과 함께 1828년 1월 31일과 2월 2일 사이에 출간된다.
제5장 : 1826년 1월 5일에 시작되어, 황제의 사면을 요청하기 위한 여행에서 돌아오는 11월 2일까지 24연까지를 완성하고, 11월 15일에서 22일 사이에 5장의 나머지 부분을 완성한다. 4장과 함께 출간된다.
제6장 : 6장의 초고가 사라진 탓에 나보코프가 연구하지 못했으나, 연구에 따르면 푸슈킨은 5장을 완성하기 전에 6장 집필에 착수했던 것 같다. 6장의 대부분은 그가 가족 영지로부터 모스크바로 귀환한 1826년 12월 19일 이전에 쓰여졌다. 많은 연들이 1826년 11월 22일과 25일 사이에 쓰여진 것으로 추정된다. 6장의 완성본은 1828년 3월 23일 출간된다.
제7장 : 1827년 3월 집필을 시작하나, 당초 계획했던 플롯을 바꾸는 바람에 1828년 11월 4일 완성되어 1836년 3월 18일 출간된다. 푸쉬킨은 당초 ‘오네긴의 여행’이라는 장을 7장과 8장 사이에 넣으려고 했으며, 이것이 사실상 8장이 되어야 했다. 다른 장들이 완결된 형태로 출간되기 전에 잡지 등에서 조금씩 공개되었듯이, 이 미완성의 장도 일부가 공개되었으나 푸슈킨이 이 장을 폐기하기로 결정하면서 변경한 부분에 맞추어 결말의 일부를 바꾸었다.
제8장 : 1829년 12월 24일 푸슈킨이 뻬쩨르부르그에 체류하고 있을 때 집필하기 시작하였다. 1830년 8월, 콜레라 유행으로 인해서 가족 영지인 볼디노에서 3개월을 지내야 했는데, 이 기간 동안 나보코프가 “수많은 명작”이라고 지칭한 작품들을 쓰며 1830년 9월 25일 8장을 끝낸다. 1831년 여름 푸슈킨은 1831년 10월 5일 완성된 ‘오네긴의 편지’를 제외한 8장을 다시 손본다. 8장의 완성본은 1832년 1월 10일 출간된다.

푸슈킨은 완성되지 못한 제10장을 위해서 적어도 18개 연을 썼던 것으로 알려져 있다. ‘예브게니 오네긴’의 최초 판본은 1833년에 출간되었고, 1837년 푸슈킨이 약간의 수정을 가해 다시 출간되었다. 현재 기준이 되는 판본은 1837년 판본에, 황제의 검열로 인한 부분을 복구한 판본이다.

## 한국어 번역본
- 최선 역, 《예브게니 오네긴》, 서울대학교출판부, 2009 ISBN:9788952109866 (노한대역)
- 석영중 역, 《예브게니 오네긴》, 열린책들, 2009 ISBN:9788932909967
- 김진영 역, 《예브게니 오네긴》, 을유문화사, 2009 ISBN:9788932403557